# 2008–2009-es angol labdarúgó-ligakupa
A 2008–2009-es angol Ligakupa vagy más néven Carling Cup az Angol Ligakupa 49. szezonja, egy kieséses rendszerű kiírás Anglia 92 profi labdarúgócsapata számára. A győztes a 2009–2010-es Európa-liga harmadik selejtezőkörében indulhat, ha nem került be egyik európai kupasorozatba sem. A címvédő a Tottenham Hotspur volt, akik a 2007–08-as szezonban történetük során negyedszer hódították el a kupát.
Az idei győztes a Manchester United lett, akik a címvédő Tottenham Hotspurt győzték le 4–1-re büntetőkkel a döntőben.

## Első kör
Az első kör sorsolását 2008. június 13-án tartották, a mérkőzéseket két hónappal később, 2008. augusztus 11-étől augusztus 13-áig játszották le.
A 72 Football League csapat az első körben északi és déli csoportra van osztva. Mindkét csoportban egyenlő számban vannak kiemelt és nem kiemelt csapatok. A besorolást a csapatok 2007–08-as szezonban elért helyezései döntötték el.
| #                                                                             | Hazai csapat            | Eredmény | Vendég csapat      | Nézőszám |
| ----------------------------------------------------------------------------- | ----------------------- | -------- | ------------------ | -------- |
| 1                                                                             | Preston North End       | 2 – 0    | Chesterfield       | 5 150    |
| 2                                                                             | Chester City            | 2 – 5    | Leeds United       | 3 644    |
| 3                                                                             | Leicester City          | 1 – 0    | Stockport County   | 7 386    |
| 4                                                                             | Sheffield United        | 3 – 1    | Port Vale          | 7 694    |
| 5                                                                             | Grimsby Town            | 2 – 0    | Tranmere Rovers    | 1 858    |
| 6                                                                             | Crewe Alexandra         | 2 – 0    | Barnsley           | 2 492    |
| 7                                                                             | Hartlepool United       | 3 – 0    | Scunthorpe United  | 2 076    |
| 8                                                                             | Derby County            | 1 – 1    | Lincoln City       | 10 091   |
| a Derby County győzött 3 – 1-re hosszabbítás után                             |                         |          |                    |          |
| 9                                                                             | Notts County            | 0 – 0    | Doncaster Rovers   | 3 272    |
| a Notts County győzött 1 – 0-ra hosszabbítás után                             |                         |          |                    |          |
| 10                                                                            | Sheffield Wednesday     | 1 – 1    | Rotherdam United   | 16 298   |
| a Rotherdam United győzött 2– 2-es hosszabbítás után 5 – 3-ra tizenegyesekkel |                         |          |                    |          |
| 11                                                                            | Shrewsbury Town         | 0 – 1    | Carlisle United    | 3 272    |
| 12                                                                            | Wolverhampton Wanderers | 1 – 1    | Accrington Stanley | 9 424    |
| a Wolverhampton Wanderers győzött 3 – 2-re hosszabbítás után                  |                         |          |                    |          |
| 13                                                                            | Bury                    | 0 – 2    | Burnley            | 4 276    |
| 14                                                                            | Rochdale                | 0 – 0    | Oldham Athletic    | 5 786    |
| az Oldham Athletic győzött 0 – 0-s hosszabbítás után 4 – 1-re tizenegyesekkel |                         |          |                    |          |
| 15                                                                            | Nottingham Forest       | 4 – 0    | Morecambe          | 4 030    |
| 16                                                                            | Huddersfield Town       | 4 – 0    | Bradford City      | 8 932    |
| 17                                                                            | Macclesfield Town       | 2 – 0    | Blackpool          | 3 272    |
| 18                                                                            | Walsall                 | 1 – 2    | Darlington         | 2 702    |

| #                                                    | Hazai csapat           | Eredmény | Vendég csapat       | Nézőszám |
| ---------------------------------------------------- | ---------------------- | -------- | ------------------- | -------- |
| 1                                                    | Coventry City          | 3 – 1    | Aldershot Town      | 9 293    |
| 2                                                    | Milton Keynes Dons     | 1 – 0    | Norwich City        | 6 261    |
| 3                                                    | Wycombe Wanderers      | 0 – 4    | Birmingham City     | 2 735    |
| 4                                                    | Brighton & Hove Albion | 4 – 0    | Barnet              | 2 571    |
| 5                                                    | Gillingham             | 0 – 1    | Colchester United   | 2 566    |
| 6                                                    | Southend United        | 0 – 0    | Cheltenham Town     | 2 998    |
| a Cheltenham Town győzött 1 – 0-ra hosszabbítás után |                        |          |                     |          |
| 7                                                    | Swansea City           | 2 – 0    | Brentford           | 5 366    |
| 8                                                    | Luton Town             | 2 – 0    | Plymouth Argyle     | 2 682    |
| 9                                                    | Exeter City            | 1 – 3    | Southampton         | 6 471    |
| 10                                                   | Watford                | 1 – 0    | Bristol Rovers      | 5 574    |
| 11                                                   | Bournemouth            | 1 – 2    | Cardiff City        | 3 399    |
| 12                                                   | Bristol City           | 2 – 1    | Peterborough United | 5 684    |
| 13                                                   | Charlton Athletic      | 0 – 1    | Yeovil Town         | 6 239    |
| 14                                                   | Millwall               | 0 – 1    | Northampton Town    | 3 525    |
| 15                                                   | Swindon Town           | 2 – 3    | Queens Park Rangers | 7 230    |
| 16                                                   | Crystal Palace         | 2 – 1    | Hereford United     | 3 094    |
| 17                                                   | Dagenham & Redbridge   | 1 – 2    | Reading             | 2 360    |
| 18                                                   | Ipswich Town           | 4 – 1    | Leyton Orient       | 1 477    |

## Második kör
Tizenkét Premier League csapat – köztük a 11 csapat, akik nem jutottak be egy európai kupasorozatba sem – csatlakozik az első kör győzteseihez. A sorsolást 2008. augusztus 13-án tartották, a mérkőzéseket 2008. augusztus 26-án és augusztus 27-én játszották, kivéve a
Manchester City – Brighton & Hove Albion mérkőzést, amit szeptember 22-én tartanak.
A csatlakozó csapatok
| - Blackburn Rovers - Bolton Wanderers - Fulham - Hull City - Manchester City - Middlesbrough | - Newcastle United - Stoke City - Sunderland - West Bromwich Albion - West Ham United - Wigan Athletic |

| #                                                                                   | Hazai csapat           | Eredmény | Vendég csapat           | Nézőszám |
| ----------------------------------------------------------------------------------- | ---------------------- | -------- | ----------------------- | -------- |
| 1                                                                                   | Ipswich Town           | 2 – 1    | Colchester United       | 17 084   |
| 2                                                                                   | Coventry City          | 2 – 2    | Newcastle United        | 19 249   |
| a Newcastle United győzött 3 – 2-re hosszabbítás után                               |                        |          |                         |          |
| 3                                                                                   | Hartlepool United      | 1 – 1    | West Bromwich Albion    | 3 387    |
| a Hartlepool United győzött 3 – 1-re hosszabbítás után                              |                        |          |                         |          |
| 4                                                                                   | West Ham United        | 1 – 1    | Macclesfield Town       | 10 055   |
| a West Ham győzött 4 – 1-re hosszabbítás után                                       |                        |          |                         |          |
| 5                                                                                   | Huddersfield Town      | 1 – 2    | Sheffield United        | 15 189   |
| 6                                                                                   | Cardiff City           | 2 – 1    | Milton Keynes Dons      | 6 334    |
| 7                                                                                   | Swansea City           | 1 – 1    | Hull City               | 8 622    |
| a Swansea City győzött 2 – 1-re hosszabbítás után                                   |                        |          |                         |          |
| 8                                                                                   | Rotherham United       | 0 – 0    | Wolverhampton Wanderers | 5 404    |
| a Rotherham United győzött 0 – 0-s hosszabbítás után 4 – 3-ra tizenegyesekkel       |                        |          |                         |          |
| 9                                                                                   | Brighton & Hove Albion | 1 – 1    | Manchester City         | 8 729    |
| a Brighton & Hove Albion győzött 2 – 2-s hosszabbítás után 5 – 3-ra tizenegyesekkel |                        |          |                         |          |
| 10                                                                                  | Reading                | 5 – 1    | Luton Town              | 7 498    |
| 11                                                                                  | Blackburn Rovers       | 4 – 1    | Grimsby Town            | 8 379    |
| 12                                                                                  | Wigan Athletic         | 4 – 0    | Notts County            | 4 100    |
| 13                                                                                  | Leeds United           | 4 – 0    | Crystal Palace          | 10 765   |
| 14                                                                                  | Crewe Alexandra        | 2 – 1    | Bristol City            | 3 227    |
| 15                                                                                  | Middlesbrough          | 5 – 1    | Yeovil Town             | 15 651   |
| 16                                                                                  | Fulham                 | 3 – 2    | Leicester City          | 7 584    |
| 17                                                                                  | Queens Park Rangers    | 4 – 0    | Carlisle United         | 8 021    |
| 18                                                                                  | Nottingham Forest      | 1 – 1    | Sunderland              | 9 198    |
| a Sunderland győzött 2 – 1-re hosszabbítás után                                     |                        |          |                         |          |
| 19                                                                                  | Burnley                | 3 – 0    | Oldham Athletic         | 5 528    |
| 20                                                                                  | Southampton            | 2 – 0    | Birmingham City         | 11 331   |
| 21                                                                                  | Bolton Wanderers       | 1 – 2    | Northampton Town        | 7 136    |
| 22                                                                                  | Watford                | 1 – 1    | Darlington              | 5 236    |
| a Watford győzött 2 – 1-re hosszabbítás után                                        |                        |          |                         |          |
| 23                                                                                  | Preston North End      | 0 – 1    | Derby County            | 8 037    |
| 24                                                                                  | Cheltenham Town        | 2 – 3    | Stoke City              | 3 600    |

## Harmadik kör
A nyolc csapat, akik a szezonban valamilyen európai kupasorozatban is indultak, ebben a körben csatlakozik a második kör győzteseihez.
Mivel 2008-ban kilenc angol csapat kapott lehetőséget az európai kupákban, nem volt teljesen világos, melyik nyolc csapat indulhat a Ligakupa harmadik körében. Az Aston Villa a 2008-as Intertotó-kupa révén, míg a Manchester City az UEFA Fair Play díjasaként jutott az UEFA-kupába. 2008. július 29-én bejelentették, hogy az Aston Villa a Ligakupa harmadik körében indul, miután az UEFA-kupa második selejtezőkörében indulhattak, így a Manchester City a második körben lép be a Ligakupába.
A harmadik kör sorsolását 2008. augusztus 30-án tartották, a mérkőzéseket – a Brighton & Hove Albion–Derby County párosítást kivéve – 2008. szeptember 23-án kedden, és szeptember 24-én szerdán játsszák.
A csatlakozó csapatok:
| - Arsenal - Aston Villa - Chelsea - Everton - Liverpool - Manchester United - Portsmouth - Tottenham Hotspur Címvédő |

| #                                                                       | Hazai csapat           | Eredmény | Vendég csapat       | Nézőszám |
| ----------------------------------------------------------------------- | ---------------------- | -------- | ------------------- | -------- |
| 1                                                                       | Arsenal                | 6 – 0    | Sheffield United    | 56 632   |
| 2                                                                       | Brighton & Hove Albion | –        | Derby County        |          |
| 3                                                                       | Burnley                | 1 – 0    | Fulham              | 7 119    |
| 4                                                                       | Portsmouth             | 0 – 4    | Chelsea             | 15 339   |
| 5                                                                       | Blackburn Rovers       | 1 – 0    | Everton             | 14 366   |
| 6                                                                       | Rotherham United       | 3 – 1    | Southampton         | 5 147    |
| 7                                                                       | Swansea City           | 1 – 0    | Cardiff City        | 17 411   |
| 8                                                                       | Ipswich Town           | 1 – 4    | Wigan Athletic      | 13 803   |
| 9                                                                       | Stoke City             | 2 – 2    | Reading             | 9 141    |
| A Stoke City győzött 2 – 2-s hosszabbítás után 4 – 3-ra tizenegyesekkel |                        |          |                     |          |
| 10                                                                      | Leeds United           | 3 – 2    | Hartlepool United   | 14 599   |
| 11                                                                      | Watford                | 1 – 0    | West Ham United     | 12 914   |
| 12                                                                      | Manchester United      | 3 – 1    | Middlesbrough       | 53 729   |
| 13                                                                      | Liverpool              | 2 – 1    | Crewe Alexandra     | 28 591   |
| 14                                                                      | Aston Villa            | 0 – 1    | Queens Park Rangers | 21 541   |
| 15                                                                      | Sunderland             | 2 – 2    | Northampton Town    | 21 082   |
| A Sunderland győzött 2 – 2-s hosszabbítás után 4 – 3-ra tizenegyesekkel |                        |          |                     |          |
| 16                                                                      | Newcastle United       | 1 – 2    | Tottenham Hotspur   | 20 577   |

## Negyedik kör
A negyedik kör sorsolását szeptember 27-én, szombaton tartották. A mérkőzéseket 2008. november 11-én és 12-én játsszák.
| #                                                                     | Hazai csapat      | Eredmény1 | Vendég csapat       | Nézőszám |
| --------------------------------------------------------------------- | ----------------- | --------- | ------------------- | -------- |
| 1                                                                     | Sunderland        | 1 – 2     | Blackburn Rovers    | 18 555   |
| 2                                                                     | Arsenal           | 3 – 0     | Wigan Athletic      | 59 665   |
| 3                                                                     | Chelsea           | 1 – 1     | Burnley             | 41,369   |
| a Burnley győzött 1 – 1-es hosszabbítás után 5 – 4-re tizenegyesekkel |                   |           |                     |          |
| 4                                                                     | Swansea City      | 0 – 1     | Watford             | 9 549    |
| 5                                                                     | Manchester United | 1 – 0     | Queens Park Rangers | 62 539   |
| 6                                                                     | Stoke City        | 2 – 0     | Rotherham United    | 15 458   |
| 7                                                                     | Derby County      | 2 – 1     | Leeds United        | 18 540   |
| 8                                                                     | Tottenham Hotspur | 4 – 2     | Liverpool           | 33 242   |

1 Az állás a rendes játékidő, 90 perc után

## Ötödik kör
Az ötödik kör sorsolását 2008. november 15-én, szombaton tartották, a mérkőzéseket 2008. decemberének első hetében játszották.
A körben részt vevő csapatok:
- Arsenal
- Blackburn Rovers
- Burnley
- Derby County
- Manchester United
- Stoke City
- Tottenham Hotspur
- Watford

| # | Hazai csapat      | Eredmény | Vendég csapat     | Nézőszám |
| - | ----------------- | -------- | ----------------- | -------- |
| 1 | Stoke City        | 0 – 1    | Derby County      | 22 034   |
| 2 | Manchester United | 5 – 3    | Blackburn Rovers  | 53 997   |
| 3 | Burnley           | 2 – 0    | Arsenal           | 19 405   |
| 4 | Watford           | 1 – 2    | Tottenham Hotspur | 16 501   |

| 2008. december 2. 20:45 | Burnley         | 2 – 0               | Arsenal | Turf Moor, Burnley Nézőszám: 19 405 Játékvezető: Andre Marriner (Birmingham) |
| 2008. december 2. 20:45 | McDonald 6' 57' | (1 – 0) Jegyzőkönyv |         | Turf Moor, Burnley Nézőszám: 19 405 Játékvezető: Andre Marriner (Birmingham) |

| 2008. december 2. 20:45 | Stoke City | 0 – 1               | Derby County          | Britannia Stadion, Stoke-on-Trent Nézőszám: 22 034 Játékvezető: Rob Styles (Hampshire) |
| 2008. december 2. 20:45 |            | (0 – 0) Jegyzőkönyv | Ellington 90' (11-es) | Britannia Stadion, Stoke-on-Trent Nézőszám: 22 034 Játékvezető: Rob Styles (Hampshire) |

| 2008. december 3. 20:45 | Watford     | 1 – 2               | Tottenham Hotspur                   | Vicarage Road, Watford Nézőszám: 16 501 Játékvezető: Phil Dowd (Staffordshire) |
| 2008. december 3. 20:45 | Priskin 13' | (1 – 1) Jegyzőkönyv | Pavljucsenko 45+2' (11-es) Bent 76' | Vicarage Road, Watford Nézőszám: 16 501 Játékvezető: Phil Dowd (Staffordshire) |

| 2008. december 3. 21:00 | Manchester United                        | 5 – 3               | Blackburn Rovers                  | Old Trafford, Manchester Nézőszám: 53 997 Játékvezető: Alan Wiley (Staffordshire) |
| 2008. december 3. 21:00 | Tévez 35' 50' (11-es) 54' 90+4' Nani 40' | (1 – 0) Jegyzőkönyv | McCarthy 48' 90+2' Derbyshire 84' | Old Trafford, Manchester Nézőszám: 53 997 Játékvezető: Alan Wiley (Staffordshire) |

## Elődöntő
Az elődöntő sorsolását 2008. december 6-án, szombaton tartották. Az első mérkőzéseket 2009. január 6-án kedden és 2009. január 7-én szerdán, míg a visszavágókat 2009. január 20-án kedden és 2009. január 21-én szerdán játsszák.
| # | Hazai csapat      | Eredmény | Vendég csapat     | Nézőszám |
| - | ----------------- | -------- | ----------------- | -------- |
| 1 | Tottenham Hotspur | 4 - 1    | Burnley           | 31 377   |
| 2 | Burnley           | 3 – 2    | Tottenham Hotspur | 19 533   |
| 1 | Derby County      | 1 – 0    | Manchester United | 30 194   |
| 2 | Manchester United | 4 - 2    | Derby County      | 73 374   |

### Első mérkőzés
| 2009. január 6. 20:00 | Tottenham Hotspur                                       | 4 – 1       | Burnley      | White Hart Lane, London Nézőszám: 31 377 Játékvezető: Martin Atkinson (West Yorkshire) |
| 2009. január 6. 20:00 | Dawson 46' O'Hara 52' Pavljucsenko 65' Duff 68' (öngól) | Jegyzőkönyv | Paterson 15' | White Hart Lane, London Nézőszám: 31 377 Játékvezető: Martin Atkinson (West Yorkshire) |

| 2009. január 7. 19:45 | Derby County | 1 – 0       | Manchester United | Pride Park, Derby Nézőszám: 30 194 Játékvezető: Phil Dowd (Staffordshire) |
| 2009. január 7. 19:45 | Commons 30'  | Jegyzőkönyv |                   | Pride Park, Derby Nézőszám: 30 194 Játékvezető: Phil Dowd (Staffordshire) |

### Második mérkőzés
| 2009. január 20. 20:00 | Manchester United                                 | 4 – 2       | Derby County             | Old Trafford, Manchester Nézőszám: 73 374 Játékvezető: Mike Dean (Cheshire) |
| 2009. január 20. 20:00 | Nani 16' O'Shea 22' Tévez 34' Ronaldo 87' (11-es) | Jegyzőkönyv | Barnes 79' (11-es) 90+1' | Old Trafford, Manchester Nézőszám: 73 374 Játékvezető: Mike Dean (Cheshire) |

a Manchester United nyert 4–3-as összesítéssel
| 2009. január 21. 19:45 | Burnley                            | 3 – 2 (hu)  | Tottenham Hotspur            | Turf Moor, Burnley Nézőszám: 19 533 Játékvezető: Mark Halsey (Lancashire) |
| 2009. január 21. 19:45 | Blake 33' McCann 73' Rodriguez 88' | Jegyzőkönyv | Pavljucsenko 118' Defoe 120' | Turf Moor, Burnley Nézőszám: 19 533 Játékvezető: Mark Halsey (Lancashire) |

a Tottenham Hotspur nyert 6–4-es összesítéssel

## Döntő
A döntőt 2009. március 1-jén rendezték a londoni Wembley Stadionban.
| 2009. március 1. 15:00 | Manchester United | 0 – 0 (hu) | Tottenham Hotspur | Wembley Stadion, London Nézőszám: 88 217 Játékvezető: Chris Foy (Merseyside) |
| 2009. március 1. 15:00 | Jegyzőkönyv       |            |                   | Wembley Stadion, London Nézőszám: 88 217 Játékvezető: Chris Foy (Merseyside) |

|                              |       | 11-esekkel             |  |
| Giggs Tévez Ronaldo Anderson | 4 – 1 | O'Hara Ćorluka Bentley |  |

## Góllövőlista
A 2008–2009-es ligakupa legjobb gólszerzői a következők:
| # | Név                | Klub                | Gólok |
| - | ------------------ | ------------------- | ----- |
| 1 | Nathan Ellington   | Derby County        | 6     |
| 1 | Roman Pavljucsenko | Tottenham Hotspur   | 6     |
| 1 | Carlos Tévez       | Manchester United   | 6     |
| 4 | Martin Paterson    | Burnley             | 5     |
| 5 | Jermaine Beckford  | Leeds United        | 4     |
| 5 | James Henry        | Reading             | 4     |
| 5 | Carlos Vela        | Arsenal             | 4     |
| 5 | Emmanuel Villa     | Derby County        | 4     |
| 9 | Henri Camara       | Wigan Athletic      | 3     |
| 9 | Matt Derbyshire    | Blackburn Rovers    | 3     |
| 9 | Robert Earnshaw    | Nottingham Forest   | 3     |
| 9 | Emmanuel Ledesma   | Queens Park Rangers | 3     |
| 9 | Nani               | Manchester United   | 3     |
| 9 | Joel Porter        | Hartlepool United   | 3     |